# Буринська міська територіальна громада
Буринська міська територіальна громада — об'єднана територіальна громада в Україні, у Конотопському районі Сумської області. Адміністративний центр — місто Буринь.
Площа громади — 456,88 км², населення — 14 286 мешканців (2018).
Утворена 6 липня 2017 року шляхом об'єднання Буринської міської ради та Верхньосагарівської, Воскресенської, Жуківської, Олександрівської, Степанівської, Суховерхівської, Успенської, Червонослобідської сільських рад Буринського району.

## Населені пункти
До складу громади входять 1 місто (Буринь), 4 селища (Копилове, Кошарське, Леонтіївка, Сорочинське) і 45 сіл: 
- Атаманське
- Біжівка
- Болотівка
- Бондарі
- Бошівка
- Верхня Сагарівка
- Вікторинівка
- Вознесенка
- Воскресенка
- Гатка
- Гвинтове
- Голуби
- Дич
- Дмитрівка
- Дяківка
- Жуківка
- Ігорівка
- Карпенкове
- Клепали
- Коновалове
- Коренівка
- Кубракове
- Миколаївка
- Михайлівка
- Нечаівка
- Нижня Сагарівка
- Нова Олександрівка
- Новий Мир
- Нотаріусівка
- Олександрівка
- Піски
- Сапушине
- Слобода
- Сорока
- Степанівка
- Суховерхівка
- Темне
- Тимофіївка
- Успенка
- Чалищівка
- Червона Слобода
- Черепівка
- Чумакове
- Шевченкове
- Шпокалка

## Див.також
Обстріли Буринської громади